# Domaslovec
Domaslovec is een plaats in de gemeente Samobor in de Kroatische provincie Zagreb. De plaats telt 835 inwoners (2001).